# مرحلة المجموعات في دوري أبطال إفريقيا 2015
لعبت مرحلة المجموعات في دوري أبطال أفريقيا 2015 في الفترة من 26 يونيو إلى 12 سبتمبر 2015. ما مجموعه ثمانية فرق تتنافس في مرحلة المجموعات لتحديد أربعة أماكن في مرحلة خروج المغلوب من دوري أبطال أفريقيا 2015.

## القرعة
عقدت قرعة مرحلة المجموعات في 5 مايو 2015، 11:00 ت ع م+2، في مقر الاتحاد الأفريقي لكرة القدم في القاهرة، مصر. تم تقسيم الفائزين الثمانية من المرحلة الثانية إلى مجموعتين من أربعة. احتوت كل مجموعة على فريق واحد من الوعاء 1، فريق واحد من الوعاء 2، وفريقين من الوعاء 3. تم تحديد تصنيف كل فريق عن طريق نقاط ترتيبهم المحسوب على أساس أداءهم في بطولات الأندية القارية للفترة 2010–2014.
تم إدخال الفرق الثمانية التالية في القرعة:
| الوعاء 1                                        | الوعاء 2                             | الوعاء 3                                                                                       |
| ----------------------------------------------- | ------------------------------------ | ---------------------------------------------------------------------------------------------- |
| - تي بي مازيمبي (41 نقطة) - وفاق سطيف (31 نقطة) | - الهلال (24 نقطة) - المريخ (6 نقاط) | - مولودية العلمة (0 نقاط) - اتحاد الجزائر (0 نقاط) - سموحة (0 نقاط) - المغرب التطواني (0 نقاط) |

## النظام
لعبت كل مجموعة على أساس التحدي ذهابا وإياباً. تقدم الفائزين والوصيفين من كل مجموعة إلى نصف النهائي.

### كسر التعادل
تم ترتيب الفرق وفقاً للنقاط (3 نقاط للفوز، نقة واحدة للتعادل، لا شيء للخسارة). في حالة التعادل بالنقاط، سيطبق كسر التعادل في الترتيب التالي:
1. عدد النقاط التي حصل عليها في المباريات بين الفرق المعنية؛
2. فارق الأهداف في المباريات الفرق المعنية؛
3. الأهداف المسجلة في المباريات بين الفرق المعنية؛
4. الأهداف الخارجية المسجلة في المباريات بين الفرق المعنية؛
5. إذا، بعد تطبيق المعايير 1–4 على عدة فرق، وكان فريقين لا يزال لديهما ترتيب متساوي، يعاد تطبيق المعايير 1–4 حصراً للمباريات بين الفريقين المعنيين لتحديد الترتيب النهائي. إذا لم يكن هذا الإجراء يؤدي إلى قرار، تطبق المعايير 6–9.
6. فارق الأهداف في جميع المباريات؛
7. الأهداف المسجلة في جميع المباريات؛
8. الأهداف الخارجية المسجلة في جميع المباريات؛
9. إجراء قرعة.

## المجموعات
كانت الجولات 26–28 يونيو، 10–12 يوليو، 24–26 يوليو، 7–9 أغسطس، 21–23 أغسطس، و11–13 سبتمبر 2015.

### المجموعة أ
| م | الفريق          | لعب | ف | ت | خ | أ.له | أ.ع | أ.ف | نقاط | التأهل                       |     | TPM | HIL | MAT | SMO |
| - | --------------- | --- | - | - | - | ---- | --- | --- | ---- | ---------------------------- | --- | --- | --- | --- | --- |
| 1 | تي بي مازيمبي   | 6   | 3 | 2 | 1 | 8    | 1   | +7  | 11   | يتقدم إلى مرحلة خروج المغلوب |     | —   | 0–0 | 5–0 | 1–0 |
| 2 | الهلال          | 6   | 2 | 3 | 1 | 5    | 3   | +2  | 9    | يتقدم إلى مرحلة خروج المغلوب |     | 1–0 | —   | 0–1 | 2–0 |
| 3 | المغرب التطواني | 6   | 2 | 2 | 2 | 6    | 10  | −4  | 8    |                              |     | 0–0 | 1–1 | —   | 2–1 |
| 4 | سموحة           | 6   | 1 | 1 | 4 | 5    | 10  | −5  | 4    |                              | 0–2 | 1–1 | 3–2 | —   |     |

| تي بي مازيمبي | 0–0   | الهلال |
| ------------- | ----- | ------ |
|               | تقرير |        |

| سموحة                    | 3–2   | المغرب التطواني   |
| ------------------------ | ----- | ----------------- |
| أمين 66' · كواو 78'، 80' | تقرير | فال 6' · جحوح 11' |

| الهلال                | 2–0   | سموحة |
| --------------------- | ----- | ----- |
| الشغيل 46' · حامد 82' | تقرير |       |

| المغرب التطواني | 0–0   | تي بي مازيمبي |
| --------------- | ----- | ------------- |
|                 | تقرير |               |

| سموحة | 0–2   | تي بي مازيمبي         |
| ----- | ----- | --------------------- |
|       | تقرير | كالابا 40' · أدجي 83' |

| المغرب التطواني | 1–1   | الهلال         |
| --------------- | ----- | -------------- |
| خضروف 70'       | تقرير | أندريزينيو 77' |

| الهلال | 0–1   | المغرب التطواني  |
| ------ | ----- | ---------------- |
|        | تقرير | جحوح 25' (ركلة.) |

| تي بي مازيمبي | 1–0   | سموحة |
| ------------- | ----- | ----- |
| أسالي 52'     | تقرير |       |

| الهلال    | 1–0   | تي بي مازيمبي |
| --------- | ----- | ------------- |
| الطاهر 8' | تقرير |               |

| المغرب التطواني              | 2–1   | سموحة       |
| ---------------------------- | ----- | ----------- |
| تاتو 13' · خضروف 74' (ركلة.) | تقرير | المنوفي 76' |

| تي بي مازيمبي                                 | 5–0   | المغرب التطواني |
| --------------------------------------------- | ----- | --------------- |
| ساماتا 11'، 52'، 89' · كالابا 31' · أسالي 88' | تقرير |                 |

| سموحة       | 1–1   | الهلال     |
| ----------- | ----- | ---------- |
| المنوفي 21' | تقرير | الشغيل 73' |

### المجموعة ب
| م | الفريق         | لعب | ف | ت | خ | أ.له | أ.ع | أ.ف | نقاط | التأهل                       |     | USM | MER | ESS | MCE |
| - | -------------- | --- | - | - | - | ---- | --- | --- | ---- | ---------------------------- | --- | --- | --- | --- | --- |
| 1 | اتحاد الجزائر  | 6   | 5 | 0 | 1 | 9    | 3   | +6  | 15   | يتقدم إلى مرحلة خروج المغلوب |     | —   | 1–0 | 3–0 | 2–1 |
| 2 | المريخ         | 6   | 4 | 1 | 1 | 9    | 4   | +5  | 13   | يتقدم إلى مرحلة خروج المغلوب |     | 1–0 | —   | 2–0 | 2–0 |
| 3 | وفاق سطيف      | 6   | 1 | 2 | 3 | 5    | 10  | −5  | 5    |                              |     | 1–2 | 1–1 | —   | 2–2 |
| 4 | مولودية العلمة | 6   | 0 | 1 | 5 | 5    | 11  | −6  | 1    |                              | 0–1 | 2–3 | 0–1 | —   |     |

| المريخ          | 2–0   | مولودية العلمة |
| --------------- | ----- | -------------- |
| المدينة 6'، 56' | تقرير |                |

| وفاق سطيف  | 1–2   | اتحاد الجزائر        |
| ---------- | ----- | -------------------- |
| كوربية 84' | تقرير | سوكر 60' · خوالد 72' |

| اتحاد الجزائر | 1–0   | المريخ |
| ------------- | ----- | ------ |
| بلايلي 52'    | تقرير |        |

| مولودية العلمة | 0–1   | وفاق سطيف        |
| -------------- | ----- | ---------------- |
|                | تقرير | محساس 90' (ه.ذ.) |

| اتحاد الجزائر           | 2–1   | مولودية العلمة |
| ----------------------- | ----- | -------------- |
| بلجيلالي 15' · سوكر 22' | تقرير | قريشي 39'      |

| وفاق سطيف | 1–1   | المريخ      |
| --------- | ----- | ----------- |
| زياية 17' | تقرير | جاباسون 23' |

| مولودية العلمة | 0–1   | اتحاد الجزائر |
| -------------- | ----- | ------------- |
|                | تقرير | مفتاح 49'     |

| المريخ                       | 2–0   | وفاق سطيف |
| ---------------------------- | ----- | --------- |
| يوسف 41' (ركلة.) · أوكرا 90' | تقرير |           |

| اتحاد الجزائر                         | 3–0   | وفاق سطيف |
| ------------------------------------- | ----- | --------- |
| بلايلي 33' · بلجيلالي 37' · عودية 74' | تقرير |           |

| مولودية العلمة       | 2–3   | المريخ                              |
| -------------------- | ----- | ----------------------------------- |
| قادري 15' · عباس 25' | تقرير | كمال 67' · المدينة 71'، 90' (ركلة.) |

| المريخ    | 1–0   | اتحاد الجزائر |
| --------- | ----- | ------------- |
| ليبري 14' | تقرير |               |

| وفاق سطيف                | 2–2   | مولودية العلمة       |
| ------------------------ | ----- | -------------------- |
| بلعميري 61' · داغولو 78' | تقرير | قريشي 11' · عباس 89' |

## روابط خارجية
- Orange CAF Champions League 2015, CAFonline.com